# Mühldorf (Bassa Austria)
Mühldorf è un comune austriaco di 1 386 abitanti nel distretto di Krems-Land, in Bassa Austria; ha lo status di comune mercato (Marktgemeinde).